# Erythroneura octonotata
Erythroneura octonotata är en insektsart som beskrevs av Walsh 1862. Erythroneura octonotata ingår i släktet Erythroneura och familjen dvärgstritar. Inga underarter finns listade i Catalogue of Life.